# LATAM Airlines Equador
A LATAM Airlines Equador (Antes: LAN Equador) é uma companhia aérea equatoriana baseada em Guayaquil, no Equador. É uma filial da holding chileno-brasileira LATAM Airlines Group a maior companhia aérea da América Latina. Tem como base de operações o Aeroporto Internacional José Joaquín de Olmedo em Guayaquil.

## História
LAN Ecuador foi fundada em julho de 2002 e começou as suas operações em 28 de abril de 2003. Seu controle acionário está dividido entre a Translloyd (55%) e a Lan Airlines (45%).
Em 24 de dezembro de 2008 a empresa recebeu autorização para operar no mercado doméstico. Começou a operar em abril de 2009 com a rota Guayaquil-Quito. Opera seus voos domésticos com aeronaves Airbus A318.

## Frota
A frota da LATAM Equador consiste nas seguintes aeronaves:
(Atualizado em Janeiro de 2024)
| Aeronave    | Total | Passageiros (Premium Business/Tourist) | Rotas                             | Notas |
| ----------- | ----- | -------------------------------------- | --------------------------------- | ----- |
| Airbus A319 | 6     | 144                                    | Rotas médias Sul e América Latina |       |
| Total       | 6     |                                        |                                   |       |